# Paul Eugène Lanjuinais
Pour les autres membres de la famille, voir Famille Lanjuinais.
Paul Eugène, 2e comte Lanjuinais (6 août 1799 à Rennes - 5 mars 1872 à Paris), est un militaire et homme politique français du XIXe siècle.

## Biographie
Fils aîné de Jean-Denis, comte Lanjuinais (1753-1827) et de Julie-Pauline-Sainte des Champs de La Porte (1769-1841), Paul Eugène Lanjuinais fut admis par droit héréditaire, le 6 mars 1827, à siéger dans la Chambre des pairs en remplacement de son père.
Chef de bataillon de la 10e légion à la garde nationale de Paris, il se déclara pour la révolution de Juillet 1830 et pour le gouvernement de Louis-Philippe Ier, reçut la croix de Juillet, et fut nommé, en 1833, conseiller général de Seine-et-Marne.
Au palais du Luxembourg, il soutint de ses votes, jusqu'en février 1848, la monarchie constitutionnelle, rentra ensuite dans la vie privée, et mourut à Paris en 1872.
Il était membre de la société Aide-toi, le ciel t'aidera (jacobinisme).

## Distinctions
- Légion d'honneur[1] :
  - Chevalier (7 mars 1831), puis,
  - Officier de la Légion d'honneur (5 mai 1846) ;
- Croix de Juillet ;
- « Officier » de l'Ordre de Saint-Grégoire-le-Grand[1] ;
- Chevalier de la Grand'croix de l'Ordre du Saint-Sépulcre de Jérusalem (12 mars 1846[1]) ;

## Vie familiale
- Le comte Lanjuinais se maria deux fois : (1°) le 26 février 1828 avec Hilaire Dorneau († 1829) ; (2°) 16 avril 1831 Marie Louise Eugénie de Janzé (12 janvier 1810 - Paris † 13 janvier 1861 - Paris), fille d'Henri, comte de Janzé (1784-1869) et petite-fille de Bigot de Préameneu. De ses deux unions, il eut :
  - (1°) Marie Pauline Hilarine (1829 † 25 juin 1887 - château de Freschines, Villefrancœur (Loir-et-Cher)), mariée, le 8 août 1849 avec Alexandre Law (1821-1905), 3e marquis de Lauriston, capitaine d'artillerie, dont postérité ;
  - (2°) Jenny-Hermine (1832 † 1883), mariée avec Pierre Lefebvre de Vatimesnil (1827-1887), dont postérité ;
  - (2°) Paul-Henri (24 juillet 1834 - Paris † 2 février 1916 - Bignan), 3e comte Lanjuinais, saint-Cyrien (1852-1854), député du Morbihan (1881-1914), conseiller général du Morbihan, maire de Bignan. Il épousa, (1°)  en 1864, Louise Pillet-Will (vers 1840-1870), fille du comte Michel Frédéric Pillet-Will (1781-1860) ; (2°) le 12 février 1873 Marie-Alexandrine de Boisgelin (1849-1906), fille de Bruno (1828-1895), 4e marquis de Boisgelin (1866). De ses deux unions, il eut :
    - (1°) un fils,
    - (1°) Marie Julie Louise (23 octobre 1865 - Paris IXe † 16 novembre 1949 - Ouzouer-sur-Trézée), mariée, le 9 janvier 1886 à Paris Ier, avec Louis d'Harcourt-Olonde (1856-1946), chef d'escadron, homme de lettres, officier de la Légion d'honneur, dont postérité ;
    - (2°) Marie Louise Isabelle Marguerite (1875-1918), mariée avec Arthur Emmanuel Espivent de La Villesboisnet (1872-1939), député du Morbihan, dont postérité ;
    - (2°) Aimée Anne Marie Louise (24 juin 1877 - Paris † 6 mars 1963 - Nantes), mariée, vers 1900, avec Edouard M Charles Patrice Robert de Goulaine (né en 1873), dont postérité ;
    - (2°) Marie Marguerite Elisabeth Alexandrine (8 septembre 1879 - Bignan † 22 juin 1971 - Les Ormes, Vienne), mariée, le 19 février 1901, avec Marc-Pierre de Voyer de Paulmy, comte d'Argenson (1877-1915), député de la Vienne, dont postérité.

## Armoiries
| Figure                            | Blasonnement |
| --------------------------------- | --- |
| Armories de la famille Lanjuinais | Armes de la famille Lanjuinais Écartelé : au 1, du quartier des Comtes Sénateurs de l'Empire ; au 2, d'argent à la croix potencée de sinople ; au 3, d'argent à trois mains dextres appaumées de carnation 2, 1, les doigts tournés à dextre; au 4, d'azur au lion d'or tenant de la patte sénestre une balance d'argent et de la dextre un frein du même. L'écu environné d'une bordure de sable. Couronne de comte. SupportsDeux lions. Devise« Dieu et les lois ». ManteauLe tout posé sur un manteau de pair de France, sommé du béret de comte-pair. |
|                                   | Armes du 2e comte Lanjuinais |